# Mats Boeve

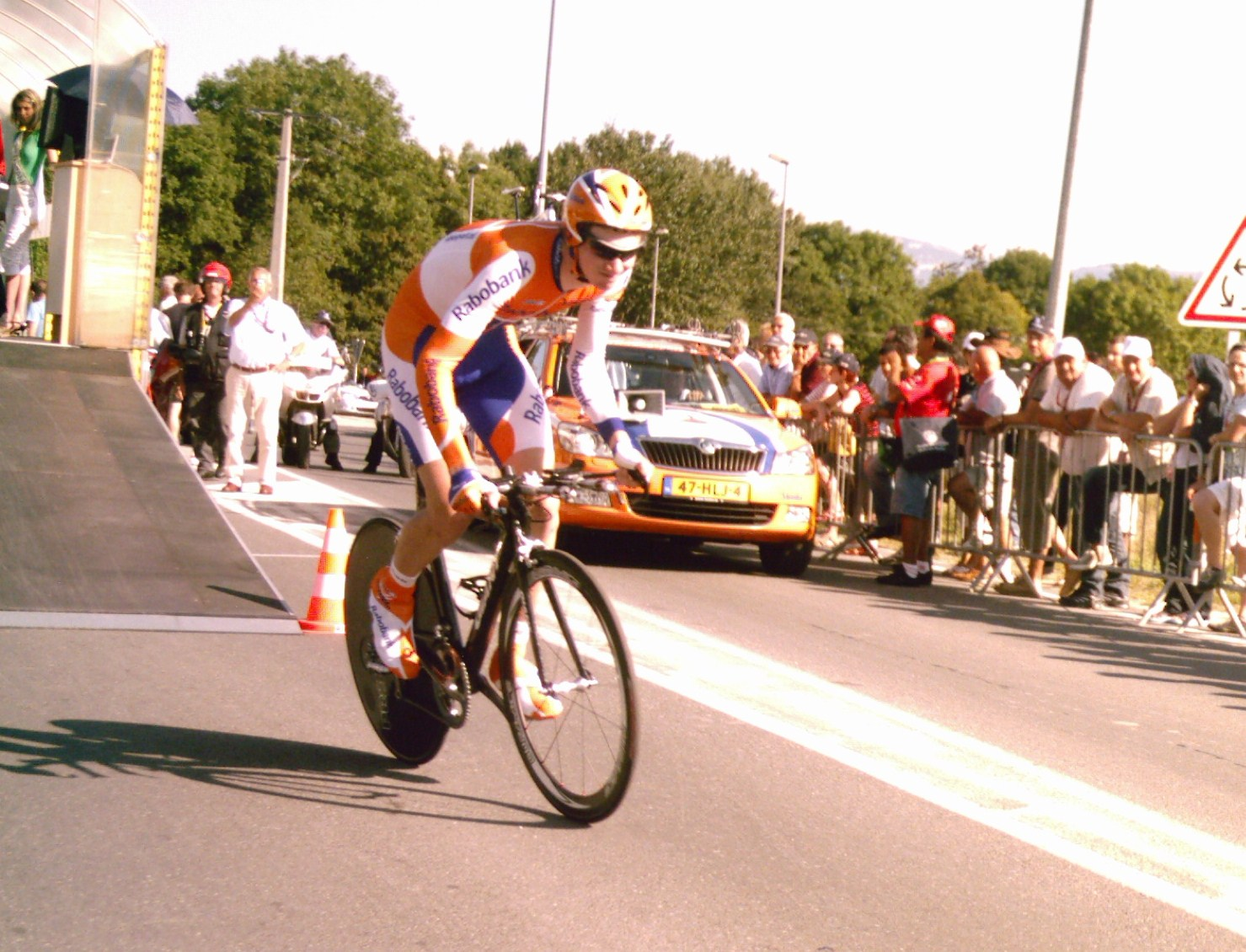
Mats Boeve bei Tour de l’Ain 2009.

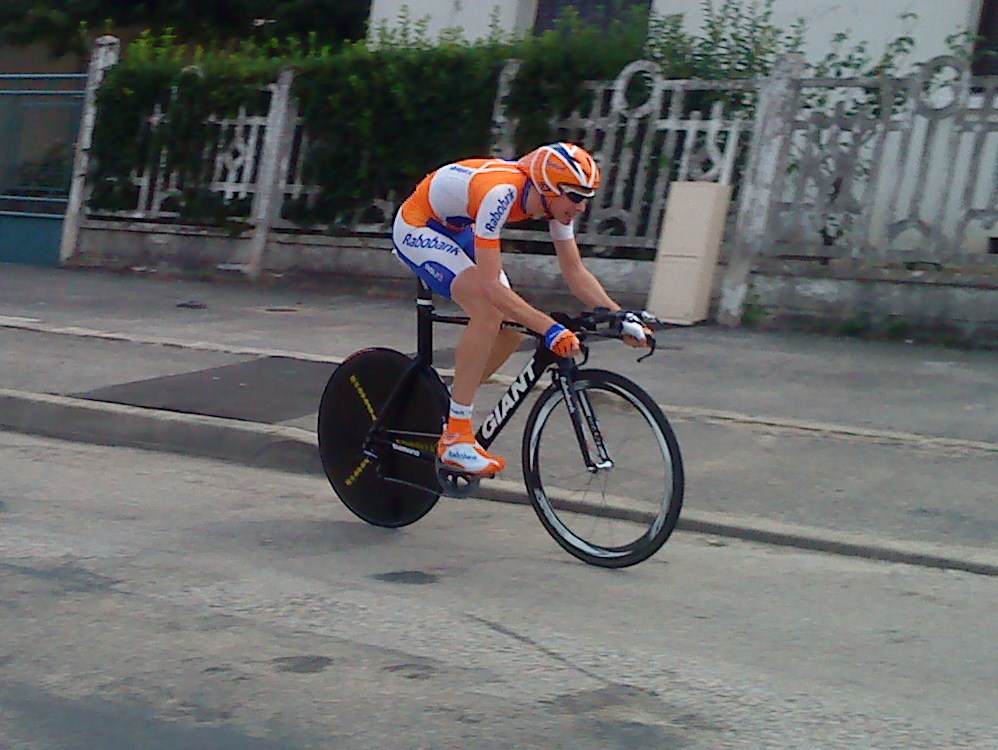
Mats Boeve bei Tour de l’Ain 2010.

Mats Boeve (* 24. März 1990 in Nijverdal) ist ein niederländischer Radrennfahrer.
Mats Boeve wurde 2006 niederländischer Meister im Straßenrennen der Jugendklasse. In der Saison 2008 wurde er in der Juniorenklasse nationaler Vizemeister im Straßenrennen. Außerdem gewann er zwei Etappen der Rundfahrt Liège-La Gleize und das Eintagesrennen Remouchamps-Ferrières-Remouchamps.
2009 und 2010 fuhr Boeve für Rabobank Continental, das Farmteam der ProTour Rabobank. In seinem ersten Jahr dort gewann er mit dem Team das Mannschaftszeitfahren bei der Olympia’s Tour.
Sein Vater Henk Boeve war ebenfalls Radrennfahrer. Er gewann 1985 die Ronde van Drenthe und fuhr 1986 und 1987 bei dem niederländischen Profi-Radsportteam PDM-Concorde.

## Erfolge
2009
- Mannschaftszeitfahreh Olympia’s Tour

2011
- Mannschaftszeitfahren Tour de Berlin

## Teams
- 2009 Rabobank Continental
- 2010 Rabobank Continental
- 2011 Van Hemert Groep-De Jonge Renner
- 2012 Cyclingteam de Rijke-Shanks
- 2013 Cyclingteam de Rijke-Shanks
- 2014 WV de Jonge Renner